# Limnophora miranii
Limnophora miranii är en tvåvingeart som beskrevs av Shinonaga 2005. Limnophora miranii ingår i släktet Limnophora och familjen husflugor. Inga underarter finns listade i Catalogue of Life.